# Jan Kawulok (twórca ludowy)

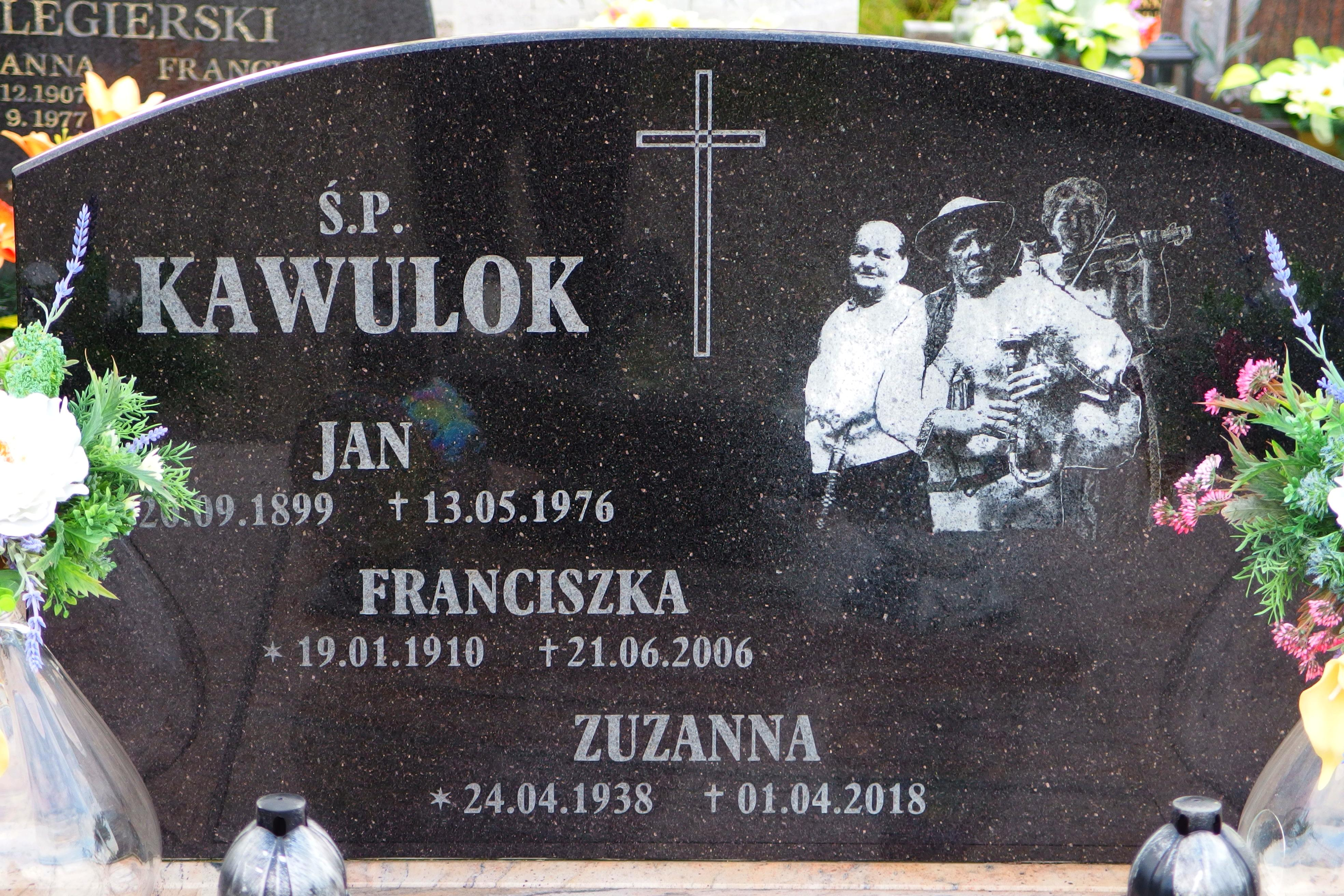
Nagrobek na cmentarzu w Istebnej

Jan Kawulok (ur. 20 września 1899 w Istebnej, zm. 13 maja 1976 tamże) – polski regionalista, twórca instrumentów ludowych, multiinstrumentalista i gawędziarz.

## Życiorys
Był synem Michała Kawuloka, zwanego „królem gór” – istebniańskiego działacza społecznego i członka Polskiego Stronnictwa Ludowego oraz Ewy z domu Kukuczka. Początkowo Jan był kształcony na lekarza, jednak z powodów finansowych jego edukacja zakończyła się na szkole podstawowej. W latach 1918–1920 przebywał we Francji, gdzie pracował zarobkowo. Po powrocie do Polski zajął się pasterstwem i pracą na szałasie położonym na stokach Baraniej Góry. Samodzielnie studiował książki medyczne, dzięki którym nabył umiejętność nastawiania kości i leczenia złamań, najpierw u zwierząt, a następnie u ludzi. W 1931 roku ożenił się z Franciszką Legierską. W 1938 roku na świat przyszły jego córki-bliźniaczki, z których jedna zmarła tuż po porodzie, a druga otrzymała na imię Zuzanna.
Swą fascynację muzyką zawdzięczał ojcu, który zabierał go na wesela i zabawy. Jeszcze przed I wojną światową Jan Kawulok wykonał własnoręcznie pierwsze gajdy (dudy), a w 1915 roku – pierwsze skrzypce. Po ożenku zarzucił muzyczne fascynacje na rzecz m.in. ogrodnictwa i sadownictwa. Do swej pasji powrócił dopiero w latach powojennych. Współpracował z Centralą Przemysłu Ludowego i Artystycznego dla której wykonywał instrumenty muzyczne na zamówienie oraz z muzeami. Tworzył m.in. gajdy, trąby wałaskie, rogi pasterskie, fujarki. Na wszystkich tych instrumentach grał z wielką wirtuozerią. Od 1954 roku wraz z córką Zuzanną związał się z Zespołem Pieśni i Tańca „Koniaków”, którego był reprezentacyjnym solistą. Zaczął również organizować spotkania w domu rodzinnym, podczas których dawał pokazy gry na instrumentach oraz prezentował liczne gawędy, które z czasem sam tworzył i ubarwiał. Owe spotkania dały asumpt do stworzenia w 1964 roku swoistego „żywego muzeum”, które dało początek istniejącej do dziś Izby Regionalnej „Chata Kawuloka”.

## Nagrody i odznaczenia
W uznaniu swych zasług Jan Kawulok został odznaczony Złotym Krzyżem Zasługi, Odznaką „Zasłużony Działacz Kultury”, Złotą Odznaką „Zasłużonemu w Rozwoju Województwa Katowickiego”, a w 1976 roku – Nagrodą im. Oskara Kolberga (której nie odebrał, gdyż zmarł krótko po jej przyznaniu).
Jest pochowany we wspólnym grobie razem ze swoją żoną i córką na cmentarzu komunalnym w Istebnej.